# Okres Rawicz
Okres Rawicz (polsky Powiat rawicki) je okres v polském Velkopolském vojvodství. Rozlohu má 553,45 km² a v roce 2021 zde žilo 59 134 obyvatel. Sídlem správy okresu je město Rawicz.

## Gminy
Městsko-vesnické:
- Bojanowo
- Jutrosin
- Miejska Górka
- Rawicz

Vesnická:
- Pakosław

## Města
- Bojanowo
- Jutrosin
- Miejska Górka
- Rawicz

## Sousední okresy
| Růžice kompasu | Leszno | Gostyń       | Krotoszyn         | Růžice kompasu |
| Růžice kompasu | Góra   | Sever        | Krotoszyn, Milicz | Růžice kompasu |
| Růžice kompasu | Góra   | Okres Rawicz | Krotoszyn, Milicz | Růžice kompasu |
| Růžice kompasu | Góra   | Jih          | Krotoszyn, Milicz | Růžice kompasu |
| Růžice kompasu | Góra   | Trzebnica    | Milicz            | Růžice kompasu |